# Arcidiocesi di Tebe
L'arcidiocesi di Tebe (in latino Archidioecesis Thebana in Graecia) è una sede soppressa e sede titolare della Chiesa cattolica.

## Storia
Tebe è un'antica diocesi della Grecia, nel patriarcato di Costantinopoli. Inizialmente suffraganea dell'arcidiocesi di Corinto, è menzionata come arcidiocesi autocefala nella Notitia Episcopatuum attribuita all'imperatore Leone VI e databile all'inizio X secolo.
Nell'XI secolo è elevata al rango di sede metropolitana senza suffraganee, e come tale è documentata fino agli inizi del XV secolo. Alcune recensioni della Notitia 13 (XII secolo) riportano una lista di diocesi suffraganee di Tebe: Trichia e Kanala, che furono diocesi effimere; Castoria e Zaratovio, sedi menzionate anche nei documenti latini di epoca crociata (Castoriensis e Zaratovensis); Platea e Tespia. Gli Annuari pontifici aggiungono tra le suffraganee di Tebe anche la diocesi di Tanagra, ignota alle Notitiae episcopatuum patriarcali.
Secondo la tradizione greca, primo vescovo di Tebe sarebbe stato Rufo, menzionato nella lettera ai Romani di san Paolo (16,13). Altri vescovi tebani del primo millennio cristiano sono: Giulio, che firmò gli atti del concilio di Sardica (circa 344); Anisio, che presenziò al concilio di Efeso nel 431; Architimo, che sottoscrisse la lettera dei vescovi greci all'imperatore Leone (458) in seguito all'uccisione del patriarca alessandrino Proterio. In seguito non sono più noti vescovi di Tebe, fino al IX secolo, dove appare il nome di Marciano, archiepiscopus Thebarum, tra i partecipanti al Concilio di Costantinopoli IV nell'869.
Durante la quarta crociata, fu costituito il ducato di Atene che ebbe Tebe come capitale. Qui fu istituita un'arcidiocesi di rito latino, che sopravvisse fino al 1456, quando il sultano Maometto II conquistò definitivamente il ducato. Secondo Le Quien la sede latina di Tebe aveva due suffraganee: Castoria e Zaratovio.
Dal XV secolo Tebe è annoverata tra le sedi arcivescovili titolari della Chiesa cattolica; la sede è vacante dal 1º febbraio 1965.

## Cronotassi

### Vescovi greci
- San Rufo † (I secolo)
- Giulio † (menzionato nel 344)
- Anisio † (menzionato nel 431)
- Architimo † (menzionato nel 458)
- Marciano † (menzionato nell'869)

### Arcivescovi latini
- Anonimo † (menzionato nel 1208)
- A. † (4 ottobre 1210 - ?)
- Anonimo † (menzionato nel 1241)
- Anonimo † (menzionato il 3 giugno 1252)
- Anonimo † (menzionato nel 1263)
- Nicola † (? - 31 luglio 1308 nominato patriarca di Costantinopoli)
- Isnardo Tacconi, O.P. † (12 luglio 1308 - 4 agosto 1311 nominato patriarca di Antiochia)
- Stefano † (13 agosto 1311 - ? deceduto)
- Isnardo Tacconi, O.P. † (29 maggio 1326 - ? deceduto)[6]
- Filippo, O.Carm. † (26 agosto 1342 - 17 giugno 1351 nominato vescovo di Conza)
- Sirello Pietro di Ancona † (20 maggio 1351 - ? deceduto)
- Paolo † (15 maggio 1357 - 17 aprile 1366 nominato patriarca di Costantinopoli)
- Simone Atomano, O.S.B.I. † (17 aprile 1366 - ? deceduto)
  - Tommaso di Negroponte, O.F.M. † (9 luglio 1387 - ?) (obbedienza avignonese)
- Stefano †
- Garcia † (1º giugno 1387 - ?)
- Benedetto † (18 maggio 1390 - ? deceduto)
- Bernardo † (11 maggio 1405 - ?)
- Antonio † (? deceduto)
- Nicola di Treviso, O.F.M. † (4 aprile 1410 - 11 agosto 1410 nominato vescovo di Nona)
- Giacomo † (16 marzo 1411 - ?)
- Giovanni di Pontremoli, O.F.M. † (23 febbraio 1418 - ? deceduto)
- Stefano † (23 dicembre 1429 - ? deceduto)

### Arcivescovi titolari
- Basilio Bessarione † (1440 - ?)
- Giovanni Dacre, O.F.M. † (6 aprile 1478 - 15 febbraio 1485 deceduto)[7]
- Carlo Domenico del Carretto † (16 agosto 1499 - 16 settembre 1507 nominato arcivescovo di Reims)
- Bernardino † (menzionato il 30 marzo 1521)
- John Kite † (1521 - 19 giugno 1537 deceduto)[8]
- Giuseppe Acquaviva † (5 settembre 1621 - 1634 deceduto)
- Lelio Falconieri † (4 dicembre 1634 - 13 luglio 1643 creato cardinale)
- Annibale Bentivoglio † (6 marzo 1645 - 21 aprile 1663 deceduto)
- Niccolò Pietro Bargellini † (6 luglio 1665 - 8 maggio 1690 nominato patriarca titolare di Gerusalemme)
- Gianantonio Davia † (21 giugno 1690 - 10 marzo 1698 nominato arcivescovo, titolo personale, di Rimini)
- Orazio Filippo Spada † (15 settembre 1698 - 15 dicembre 1704 nominato arcivescovo, titolo personale, di Lucca)
- Gerhard Potcamp † (7 dicembre 1705 - 16 dicembre 1705 deceduto)
- Nicola Gaetano Spinola † (4 ottobre 1706 - 16 dicembre 1715 creato cardinale)
- Lazzaro Pallavicini † (20 gennaio 1721 - 28 giugno 1744 deceduto)
- Felice Solazzo Castriotta † (21 giugno 1745 - 9 marzo 1755 deceduto)
- Vitaliano Borromeo † (16 febbraio 1756 - 26 settembre 1766 creato cardinale)
- Joaquín de Eleta, O.F.M. † (18 dicembre 1769 - 27 dicembre 1786 nominato arcivescovo, titolo personale, di Osma)
- Lorenzo Litta † (23 settembre 1793 - 28 settembre 1801 creato cardinale di Santa Pudenziana)
- Giuseppe Morozzo Della Rocca † (29 marzo 1802 - 8 marzo 1816 creato cardinale di Santa Maria degli Angeli)
- Ugo Pietro Spinola † (2 ottobre 1826 - 2 luglio 1832 creato cardinale dei Santi Silvestro e Martino ai Monti)
- Tommaso Pasquale Gizzi † (18 febbraio 1839 - 22 gennaio 1844 creato cardinale di Santa Pudenziana)
- Gaetano Bedini † (15 marzo 1852 - 18 marzo 1861 nominato arcivescovo, titolo personale, di Viterbo e Tuscania)
- Mieczysław Halka Ledóchowski † (30 settembre 1861 - 8 gennaio 1866 nominato arcivescovo di Gniezno e Poznań)
- Venanzio Mobili † (16 gennaio 1874 - 22 agosto 1875 deceduto)
- Luigi Amadori Biscioni † (23 settembre 1875 - 1883 deceduto)
- Pietro Rota † (4 novembre 1884 - 3 febbraio 1890 deceduto)[9]
- Władysław Michał Zaleski † (15 marzo 1892 - 7 dicembre 1916 nominato patriarca titolare di Antiochia)
- Giovanni Battista Nasalli Rocca di Corneliano † (6 dicembre 1916 - 21 novembre 1921 nominato arcivescovo di Bologna)
- Angelo Rotta † (12 ottobre 1922 - 1º febbraio 1965 deceduto)